# Клокучка
Клокучка (Клокічка) — місцевість на західній околиці Чернівців, яка від початку розвивалась як окреме поселення, згодом передмістя, і зрештою стала міським житловим мікрорайоном.

## Назва та розташування
На думку багатьох дослідників назва місцевості виникла від імені річки Клокучки (Клокучі), правої притоки Пруту, на якій цей кут розташований і досі. Щоправда, з огляду на теперішній жалюгідний стан цієї водойми, етимологія назви - «та, що клокоче», — сприймається вже як гірка іронія.
Водночас, деякі краєзнавці (Василь Селезінка, Тетяна Чайка) вважають, що назву річці та передмістю могла дати рослина Клокичка периста (лат. Staphylea pinnata L.). Колись здавна «клокичка» (кущ чи невелике деревце заввишки кілька метрів) вважалася символом щастя і здоров'я. Коли вона зацвітала у травні, то навкруги розносився п'янкий аромат. Зараз ця рослина є рідкісною і занесена до Червоної книги України. 
Клокучка займає територію навпроти Чернівецького залізничного вокзалу і плавно спускається з одного боку до нинішньої вулиці Б. Хмельницького (колишня Святої Трійці), з іншого - до річки Прут.
В австрійський період офіційна українська назва - Клокічка.

## Історія
Згідно з дослідженнями відомого буковинознавця Р.Ф. Кайндля, Клокучка, у числі інших передмість Чернівців, згадувалась ще за молдавських часів і вже тоді перебувала у тісній взаємодії з містом. 
1 квітня 1645 року датується перша письмова згадка про місцевість під назвою Клокучна.
Підтвердженням того, що передмістя Клокучка існувало вже в часи входження Чернівців до складу Габсбурзької монархії є її згадування у першому переліку населених пунктів краю військового управителя Дистрикту Буковина генерала Габріеля Сплені. 
Топонім «Клокучка» також документально згадується на початку (1786) у «Міському статуті»:
|  | ...села, що знаходяться на землях, приналежних містові Чернівцям, а саме ...Клокучка, ... мають сплачувати свої повинності до міської каси... |

У «австрійські часи» для позначення міських сіл, зокрема й Клокучки, використовувався термін «Dominium», який зазвичай вживали щодо панських володінь. У такому статусі, поряд з феодальними повинностями (десятинний оброк), міські селяни змушені були виконувати «натуральні роботи» - заготовляти та возити дрова, нести сторожову службу, збирати та вивозити нечистоти, безоплатно надавати власних коней у разі боротьби з стихіями тощо.
Розмір десятинного оброку, що сплачувався у «Дирекцію державних маєтків», був предметом запеклих суперечок між селянами та міською адміністрацією, які тривали аж до 1830-их р.р.

### Передмістя
19 вересня 1847 року Галицьке намісництво своїм декретом підвищило статус Клокучки (як й інших міських сіл Чернівців) до рівня передмістя, а її жителів прирівняло у правах до звичайних міщан.
За переписом 1900 року Клокучка охоплювала 771 будинок, де проживали 5542 дорослі особи (2736 чоловічої та 2806 жіночої статі). За віровизнанням переважали католики — 2491 та православні — 2099, тоді як представників інших конфесій було значно менше — 806 юдеїв та 146 осіб інших віровизнань. Із жителів Клокучки 1675 вважали розмовною мовою українську, 1563 — німецьку, 1568 — румунську, 673 — інші мови.
Громада Клокучки володіла 600 га землі — 331 га орної землі, 60 га луків, 85 га садів, 57 га пасовищ та 16 га лісів.
1 листопада 1872 року на Клокучці було відкрито школу з німецькою та румунською мовами викладання, яка мала 5 систематизованих класів. Переважна більшість учнів належала до православного віровизнання. Проте серед них були римо-, греко-католики, євангелісти та юдеї.
Наприкінці ХІХ ст. громада все частіше спонукала Чернівецький міський магістрат приділяти більшу увагу передмістям. Особлиу стурбованість викликали стан річки Клокучка та мосту через неї. Ця проблема регулярно висвітлювалась на шпальтах місцевого популярного часописа Czernowitzer Zeitung, зокрема у березні 1889 року він писав: «міст на Клокучці знаходиться в такому стані, що може завалитися будь-якої миті». 3 травня 1908 року міська громадська рада розглянула питання про благоустрій вулиць передмістя й прийняла відповідні рішення. У фондах Чернівецького міського магістрату збереглися плани, акти і кошториси щодо проведення робіт з урегулювання та упорядкування течії річки Клокучки та прилеглих територій. Для цього міська влада була вимушена зайнятися обміном земельних ділянок. Для здійснення благоустрою вулиць жителі повинні були представити проект, в якому було передбачено ситуаційний план, план викуплених парцелів та їх список.
Забудова передмістя Клокучка в усі часи була загалом приватною. Переважна більшість вулиць отримали свої назви наприкінці періоду румунської окупації (1930-ті). В радянський час вони були перейменовані здебільшого за назвами сусідніх галицьких міст: Борщівська, Золочівська, Косівська, Корсунська, Надвірнянська, Бережанська.

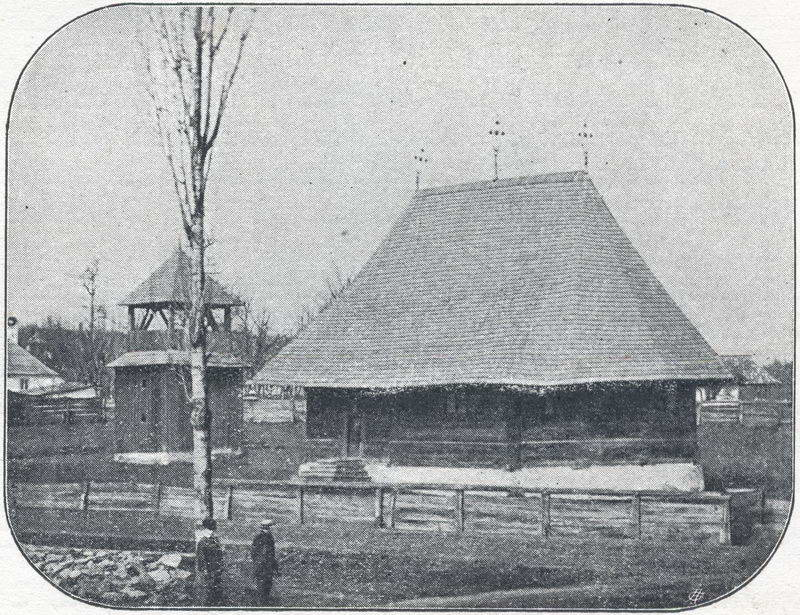
«стара» Свято-Троїцька церква на Клокучці

### Свято-Троїцька церква
Перша парафіяльна церква з'явилася на Клокучці 1876 року, коли сюди перенесли славнозвісну церкву Святої Трійці.
У середині 1960-их р.р. старовинну культуву споруду передали до музею-скансену народної архітектури і побуту у Львові, де й сьогодні вона представляє дерев'яне культове зодчество Буковини. 
У 1930-их р.р. на Клокучці було зведено нову церквау на честь Свято-Троїцьку церкву. Православне релігійне товариство «Клокучка» було знято з реєстрації в 1964 році. Парафіяни (близько 52 тисяч осіб, із них майже 25 тисяч пенсіонерів) змушені були відвідувати інші церкви, до найближчої із них було 5-6 кілометрів. Майно церкви передали до діючих церков. Зняте з реєстрації культове приміщення тривалий час використовувалося для різних господарських потреб, що викликало незадоволення та нарікання віруючих. У 1988 році виконком Чернівецької міської ради підтримав парафіян: на їх прохання та клопотання Ленінської районної ради про реєстрацію православного товариства у мікрорайоні Клокучка церковній громаді було передано в орендне користування зняте з реєстрації культове приміщення храму на вулиці Золочівській, 74.